# Dioscórides
Pedânio Dioscórides (fl. 50-70) foi um autor greco-romano, considerado o fundador da farmacognosia através da sua obra De materia medica, a principal fonte de informação sobre drogas medicinais desde o século I até ao século XVIII.

## Biografia
Dioscórides nasceu em Anazarbo, próximo de Tarsos, na actual Turquia. Terá estudado Medicina em Tarsos e em Alexandria, acompanhou as legiões romanas, provavelmente como médico, na Ásia Menor, em Itália, Grécia, Gália e Península Ibérica, no tempo do imperador Nero. Escreveu em grego a De materia medica, nome pelo qual a sua obra ficou conhecida na tradução latina. 

## Obra
A De materia medica encontra-se dividida em cinco livros. Nela se descrevem cerca de 600 plantas, 35 fármacos de origem animal e 90 de origem mineral, dos quais só cerca de 130 já apareciam no Corpus hippocraticum e 100 ainda são considerados como tendo actividade farmacológica. A sua influência foi enorme até ao século XVIII, existindo inúmeras traduções do grego para um grande número de línguas.

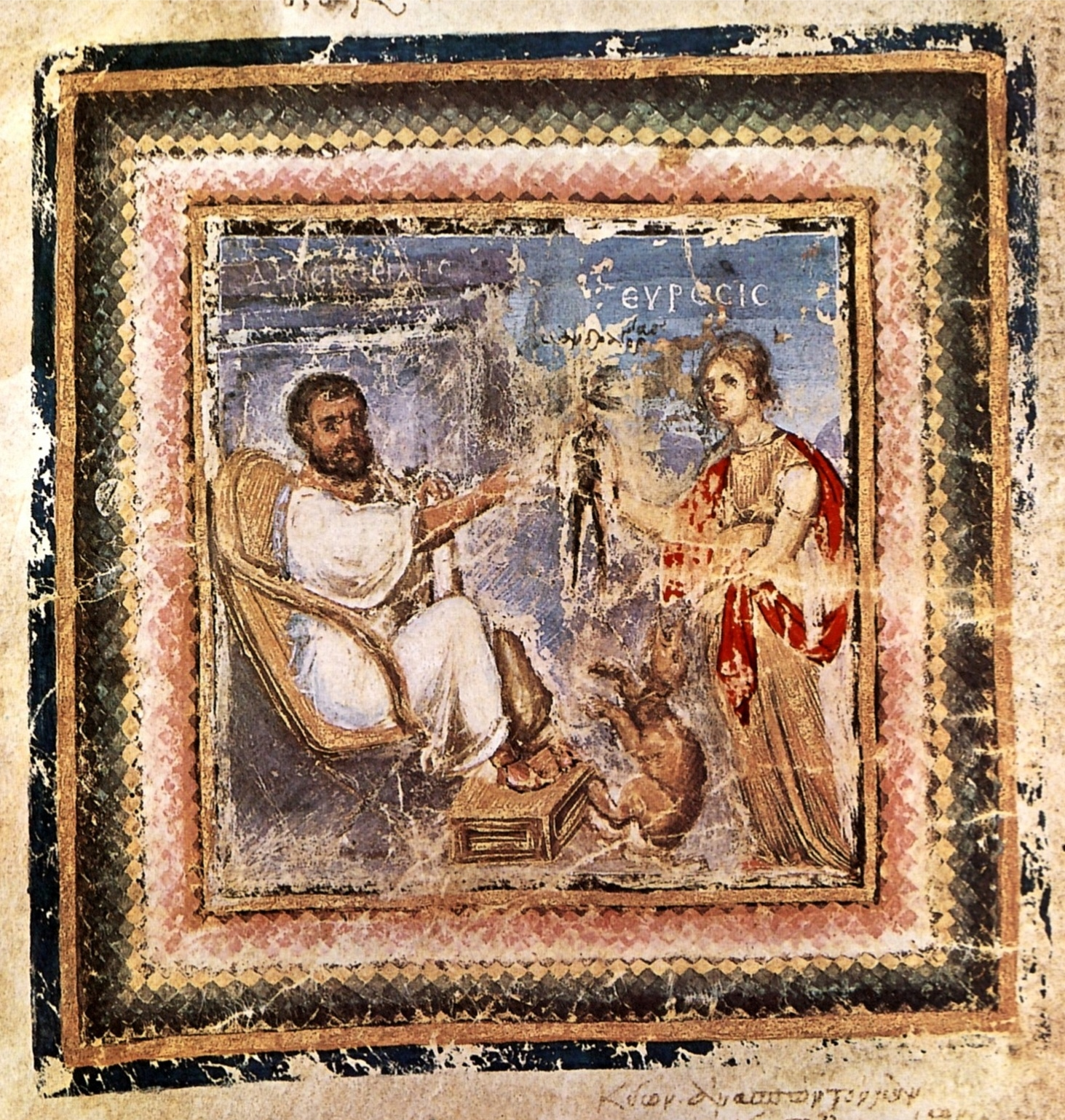
Dioscórides recebe a mandrágora da ninfa Epione. Viena, Biblioteca Nacional Austríaca, Cod. med. gr. 1

A obra de Dioscórides é essencialmente de carácter empírico, não seguindo nenhum sistema médico em particular. Apesar disso, ele procurou desenvolver um método para observar e classificar os fármacos, testando-os clinicamente. A historiografia estabeleceu que Plínio e Dioscórides desconheciam os trabalhos um do outro, sendo algumas semelhanças entre as obras dos dois autores originadas pelo facto de terem utilizado uma mesma fonte, a De materia medica de Sêxtio Níger.
Durante o Renascimento, a obra de Dioscórides foi objecto de um renovado interesse e de estudos por vários autores. A versão latina da De materia medica foi impressa em 1478 e em 1512. A primeira edição em grego foi impressa em 1499. A partir de 1516, este autor foi objecto de um grande número de edições, traduções e comentários, de Ermolao Barbaro (1454-1493), Jean de Ruelle (1474-1537), Pier Andrea Mattioli (1501-1577) e Amato Lusitano (1511-1568). A principal edição ibérica de Dioscórides foi a de Andrés Laguna (1511-1559), feita a partir da de Jean de Ruelle, intitulada Pedacio Dioscorides… Materia medicinal (Antuérpia, 1555). 
Entre as publicações relativamente recentes da obra de Dioscórides destaca-se o trabalho do botânico, e farmacêutico Pius Font i Quer (1888-1964) Plantas medicinais, o Dioscórides renovado uma das mais completas obras do gênero (constantemente re-editada) identificando as espécies utilizadas.